# Людина-метелик (фільм)
Людина-метелик (англ. The Mothman Prophecies) — американський містичний фільм жахів 2002 року режисера Марка Пеллінгтона з Річардом Гіром і Лаурою Лінні в головних ролях. Заснований на однойменній книзі 1975 року парапсихолога та автора Форті Джона Кіла, сценарій написав Річард Хатем. Історія розповідає про Джона Кляйна (Гір), репортера, який досліджує міську легенду про людину-метелика. Не оговтавшись від смерті дружини, яка померла два роки тому від гліобластоми, Кляйн вирушає висвітлювати новину, і незбагненним чином опиняється в Пойнт-Плезанті, Західна Вірджинія, де спостерігає незвичайну істоту та інші незрозумілі явища. Під час подій його дедалі більше втягують таємничі сили, і Кляйн сподівається, що вони зможуть знову зв'язати його з дружиною, тоді як місцевий шериф (Лінні) починає турбуватися про психічний стан Кляйна.
Стверджується, що фільм заснований на реальних подіях, які відбулися між листопадом 1966 і груднем 1967 року в Пойнт-Плезанті.
Фільм був знятий у Піттсбурзі та Кіттаннінгу, штат Пенсільванія, і отримав змішані відгуки, однак з того часу він став культовим.

## Сюжет
Оглядач Washington Post Джон Кляйн і його дружина Мері потрапляють в автомобільну аварію, коли Мері повертає кермо автомобіля, щоб уникнути великої чорної фігури, яку бачить лише вона. Джон не отримав ушкоджень, але Мері госпіталізовано.
Їй діагностують неоперабельну пухлину мозку, і незабаром після цього вона помирає. По смерті дружини Джон переглядає її альбом із жахливими малюнками «схожої на метелика» істоти з червоними очима, які вона знову й знову малювала під час госпіталізації.
Два роки по тому, коли він їхав посеред ночі до Річмонда, штат Вірджинія, з Вашингтона, округ Колумбія, його машина зламалася, і він пішов до сусіднього будинку по допомогу. Власник, Гордон Смолвуд, бурхливо реагує на появу Джона і тримає його під прицілом власної зброї. Місцевий шериф Конні Міллз розряджає ситуацію, а Гордон пояснює, що це третя ніч поспіль, коли Джон стукає в його двері о 2:30 ночі з проханням скористатися телефоном. Конні та Джон намагаються зрозуміти, що відбувається. Джон заселяється в місцевий мотель і виявляє, що перебуває в Пойнт-Плезанті, Західна Вірджинія, за сотні миль від свого маршруту та подолав цю відстань нереально швидко. Він розмірковує про те, яким чином опинився так далеко від дому.
Конні розповідає Джону, що за останні кілька тижнів відбувалося багато дивних речей і що люди повідомляли, нібито бачили велику крилату істоту, схожу на гігантську моль з червоними очима, а деякі свідки зробили малюнки істоти, які збігаються з малюнками Мері. Вона також розповідає йому про дивний сон, у якому їй було сказано: «Прокинься, номер 37», в час, коли вона опинилася в холодній воді і не могла рухатись. Під час розмови з Гордоном він розповідає Джону, що чув голоси, які нібито лунали з його раковини, які говорили йому, що в Денвері 9 «99 помре». Під час обговорення подій дня в місцевій закусочній Джон помічає, що в новинах розповідається про авіакатастрофу в Денвері, в результаті якої загинули всі 99 пасажирів і членів екіпажу на борту під номером 9.
Наступної ночі Гордон пояснює, що голоси в його голові чутно від істоти на ім'я Індрід Колд. Пізніше Гордон телефонує Джону і каже, що він стоїть поруч з Індрідом Колдом. Поки Джон тримає Колда на зв'язку, Конні перевіряє Гордона. Колд розповідає Джону подробиці про своє життя, які знає лише він, і Джон перевіряє Колда запитаннями, на які лише хтось із тієї самої кімнати може правильно відповісти, що й робить.
Джон переконаний, що Колд — надприродна істота.
Ця подія посилює низку надприродних дзвінків у номер мотелю Джона від Колда. В одному з дзвінків звучить пророцтво, великої трагедії на річці Огайо. Пізніше Джон отримує загадковий дзвінок від Гордона та поспішає до нього додому. Він знаходить Гордона на вулиці мертвим від переохолодження, хоча поліція вважає, що він помер за кілька годин до того, як подзвонив Джону.
Джон стає одержимий місцевою легендою про «людину-метелика» і домовляється про зустріч із експертом у цій темі Олександром Ліком. Лік пояснює його загадкову природу та відмовляє Джону в доомозі, попереджаючи його, що спроби запобігти передбачуваним подіям марні. Однак коли Джон дізнається, що наступного дня губернатор планує відвідати хімічний завод, розташований на річці Огайо, він відчуває, що трагедія станеться саме там. Конні та губернатор ігнорують його попередження, а під час екскурсії нічого не відбувається.
Невдовзі після цього Джон отримує таємничий лист, у якому йому наказано чекати дзвінка від його померлої дружини Мері в Джорджтауні напередодні Різдва опівдні.
Він повертається додому, щоб дочекатися дзвінка від Мері, як і йшлося в загадковому повідомленні. Напередодні дванадцятої години перед Різдвом Конні дзвонить Джону, щоб переконати його проігнорувати телефонний дзвінок від «Мері», повернутися в Пойнт-Плезант і приєднатися до неї та її родини на святвечірній вечері. Вона каже, що він не повинен бути сам цієї ночі, оскільки це «неможливо», потім завершує розмову, щоб дати Джону ухвалити рішення. Попри страждання, Джон розуміє, що його одержимість це засіб ізолювати його, і вирішує повернутися в Пойнт-Плезант, щоб провести відпустку з Конні.
Коли Джон досягає Срібного мосту, несправний світлофор спричиняє затори на мосту. Почувши скрипіння болтів і опор мосту, Джон розуміє, що напророчена трагедія на річці Огайо була пов'язана з мостом, а не з електростанцією. Міст розвалюється, і коли він руйнується, джип Конні падає у воду. Джон стрибає за нею і витягує її з річки в безпечне місце.
Коли вони обоє вже перебували в безпеці, сиділи в задній частині машини швидкої допомоги, їм повідомляють, що 36 людей загинули.
Фільм закінчується заявою про те, що причину обвалу мосту так і не було повністю встановлено, і що, хоча Людина-метелик була помічена в інших частинах світу, її більше ніколи не бачили в Пойнт-Плезанті.

## Акторський склад
- Річард Гір у ролі Джона Кляйна
- Лора Лінні в ролі Конні Міллс

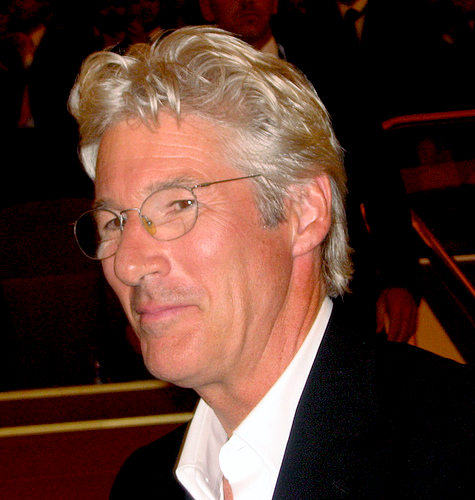
Виконавець головної ролі Річард Гір, зіграв головного героя Джона Кляйна.

- Вілл Паттон у ролі Гордона Смоллвуда
- Дебра Мессінг у ролі Мері Кляйн
- Люсінда Дженні в ролі Деніз Смоллвуд
- Алан Бейтс — Олександр Лік
- Девід Ейгенберг в ролі Еда Флейшмана
- Боб Трейсі в ролі Сайруса Білла
- Білл Леінг в ролі Індріда Колда
- Марк Пеллінгтон — Бармен / Індрід Колд (озвучка)

## Теми та інтерпретації

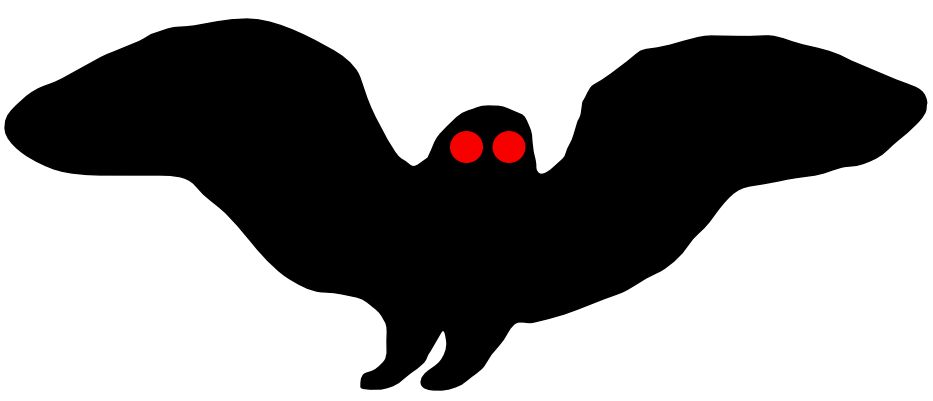
Кінокритики витлумачили зображення Метелика у фільмі як демонічне.

Письменник Пол Міхан назвав пояснення Людини-метелика у фільмі «заплутаною мішаниною наукової фантастики та демонології» та порівняв його з телесеріалом «Секретні матеріали». Міхан зауважив, що «інопланетяни, які вимовляють пророчі висловлювання, рідко зустрічаються в літературі про НЛО».
На відміну від Міхана, автор Джейсон Хорслі оголосив «Пророцтва людини-метелика», «ймовірно, найефективнішим зображенням демонічних сил, що діють» у американському кіно. Хорслі оцінив свій підхід до легенди про людину-мотлика як зображення «шизофренічної природи реальності», що виконує мету «одкровення» у фільмі жахів, оскільки «здирає комфортний шпон консенсусної реальності, щоб відкрити кипучу безодню ірраціональності». Горслі стверджував, що «Людина-метелик» у фільмі походить із чужого виміру, але, не маючи «фізичного існування», він також є продуктом розуму громадян Пойнт-Плезанта, заснованим на «безформній та безособовій енергії». Людина-метелик, яку Хорслі назвав «емісаром Ід», зображена у фільмі такою ж природною, як електрика.

## Виробництво
Спочатку Карл Франклін був доручений режисером специфікації сценарію Річарда Хатема до того, як найняли Марка Пеллінгтона. Пеллінгтон відкидав численні сценарії як буквальне тлумачення книги Кіла і хотів дослідити психологічну драму в свідках НЛО.
Насправді під час обвалу Срібного мосту загинуло 46 людей, а не 36, як показано у фільмі. Твердження в останніх титрах фільму про те, що падіння Срібного мосту так і не було пояснено, є хибним; Було встановлено, що причиною інциденту стала поломка ока в ланцюзі підвіски в 1971 році, задовго до публікації книги, на основі якої заснований фільм, не кажучи вже про фільм.

### Зйомки

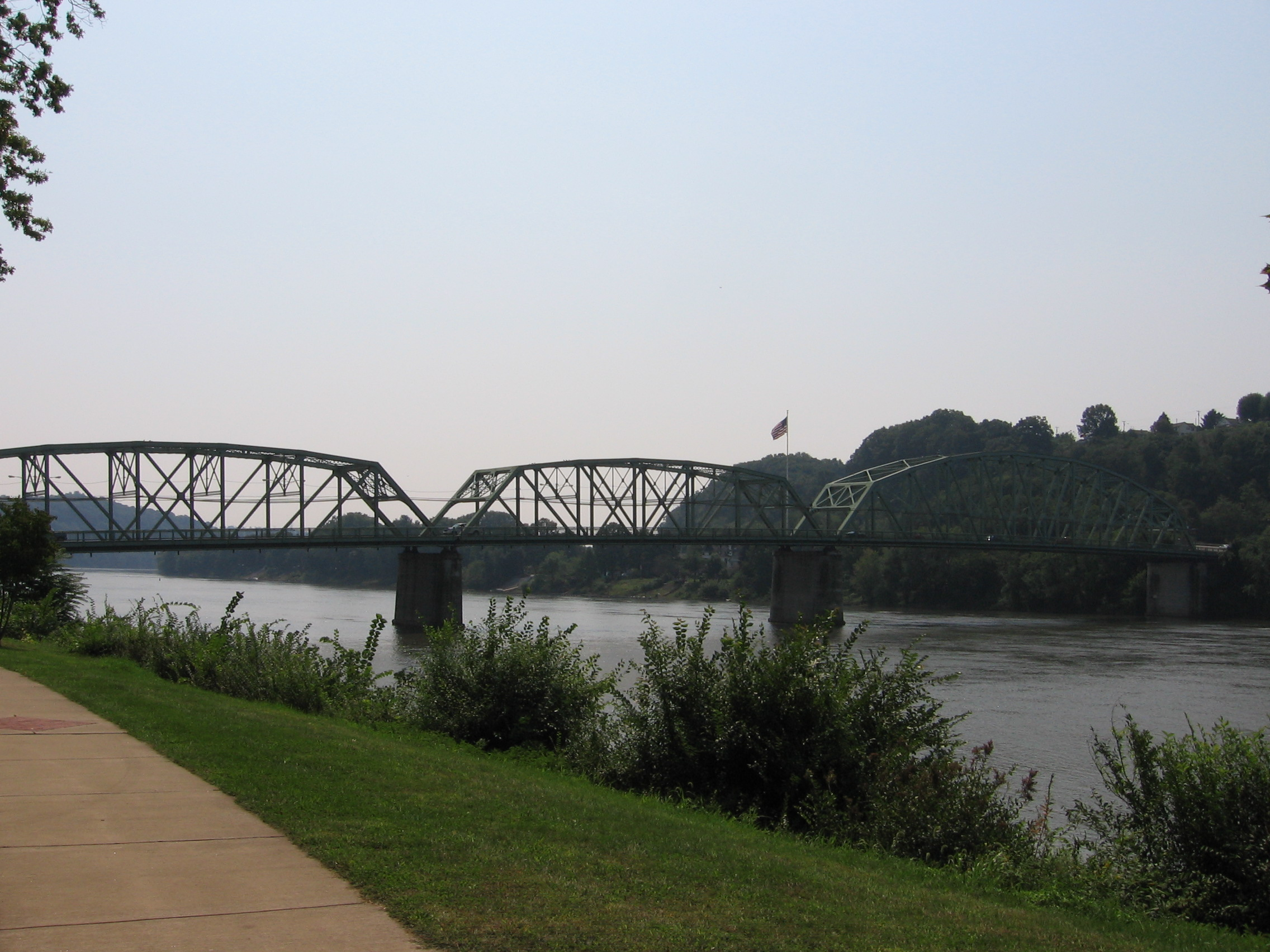
Громадянський міст Кіттаннінг

За винятком кількох початкових сцен, знятих у Вашингтоні, більша частина фільму була знята в Пітсбурзі та Кіттаннінгу, штат Пенсильванія. Сцени, де Гір сидить на лавці в парку, зняті в кампусі Піттсбурзького університету.  Дорожні монтажі були зняті на Pennsylvania Route 28, а сцени в Чикаго повністю зняті в центрі Піттсбурга на Меллон-сквер і в околицях Троїцької церкви, а також біля входу в Duquesne Club. «Хімічний завод», показаний у фільмі, насправді є електростанцією, що належить Reliant Energy в Ельрамі, штат Пенсільванія. Готель Avalon Motor Inn знаходиться у місті Eighty Four, штат Пенсільванія, хоча сцени, що розгорталися в приміщенні, були побудовані як окремі декорації, оскільки атмосфера готелю не могла вмістити виробництво.  Сцени Point Pleasant були зняті в Кіттаннінгу. Лікарняні сцени були зняті в медичному центрі Сент-Франсес, який зараз є місцем дитячої лікарні Піттсбурга.
Обвалення Срібного мосту насправді було знято на мосту Кіттеннінг Сітізенс у центрі міста Кіттеннінг. Сцени, зняті в будинку Гордона Смолвуда, були зняті в окрузі Вашингтон на трасі 917 штату Пенсильванія. Аеропорт округу Аллегейні в передмісті Пітсбурга Вест-Міффлін слугує тлом для сцен на аеродромі. Незважаючи на цей переїзд, кілька поліцейських з Пойнт-Плезант з'явилися в масовці як статисти.

### Музика
Музичний супровід до фільму написала творча лабораторія tomandandy. 22 січня 2002 року лейбл Lakeshore Records випустив дводискове видання саундтреку.
| Номер             | Назва треку                                       | Довжина |
| ----------------- | ------------------------------------------------- | ------- |
| 1.                | «Half Light (single) (Low with tomandandy)»       | 4:23    |
| 2.                | «Прокинься № 37 (Король Чорної Кислоти)»          | 5:37    |
| 3.                | «Haunted (King Black Acid)»                       | 5:03    |
| 4.                | «Один і єдиний (Король Чорна кислота)»            | 1:59    |
| 5.                | «Колаж (Глен Бранка)»                             | 1:05    |
| 6.                | «Великі простори (Король Чорна Кислота)»          | 5:19    |
| 7.                | «Rolling Under (King Black Acid)»                 | 5:26    |
| 8.                | «Half Life (King Black Acid)»                     | 4:13    |
| 9.                | «Soul Systems Burn (King Black Acid)»             | 5:35    |
| 10.               | «Half Light (тейл кредит) (Низький з tomandandy)» | 6:46    |
| Загальна довжина: | Загальна довжина:                                 | 44:05   |

| номер             | Назва треку | Довжина |
| ----------------- | --- | ------- |
| 1.                | «Рух 1: складається з 12 учасників/ Retrace/ Новий дім/ МРТ/ Ласкаво просимо в Point Pleasant»                                            | 8:05    |
| 2.                | «Рух 2: Приємний пункт/ Бачити дивні речі/ Це голос, і він каже, не бійся/ Він неправий/ Денвер 9»                                        | 7:32    |
| 3.                | «Рух 3: Мені приснився такий сон/ Не з людських голосових зв'язок/ Зона страху/ Кільце-кільце/ Лук-порей/ Лук-порей не хотів мене бачити» | 9:53    |
| 4.                | «Рух 4: Все одразу, я розумію, усе/ Ви знаєте цю жінку?/ Стрічка розкриває/ Нам не дозволено знати»                                       | 7:36    |
| 5.                | «Рух 5: Ось як я опинився тут / Аеропорт / Мені потрібно йти»                                                                             | 4:25    |
| 6.                | «Рух 6: Ми вечеряємо о 6, а відкриваємо подарунки о 8/12:00 Дзвінок»                                                                      | 3:51    |
| 7.                | «Рух 7: Міст» | 8:21    |
| 8.                | «Частина 8: Дзеркальний дрон/ Тема Джона/ Віолончелі»                                                                                     | 9:40    |
| Загальна довжина: | Загальна довжина: | 58:03   |

## Прокат
Після того, як фільм вийшов у прокат 25 січня 2002 року, сценарист Бред Стайгер помітив, що Пойнт-Плезант став центром його просування.  Маркетинг на телебаченні та плакатах наголошував на твердженнях, що це «засновано на реальних подіях», незважаючи на надприродне передумову та визнання Пеллінгтона, що розповідь була переформульована як вигадана розповідь.
4 червня 2002 року видання фільму «Регіон 1» було випущено на DVD. Спеціальні функції включали аудіокоментар Пеллінгтона, документальний фільм під назвою «Пошук людини-метелика» та повнометражний фільм «День за днем: подорож режисера — дорога всередину». У Регіоні 2 був опублікований DVD, який також містить «Пошук людини-мотиля», а також інтерв'ю з Гіром, Лінні та Паттоном.

## Сприйняття

### Критика
Серед основних критиків у США фільм отримав неоднозначні відгуки. Rotten Tomatoes повідомили, що 52 % із 140 критиків дали фільму позитивну оцінку із середнім балом 5,50/10. Консенсус сайту просто позначає це як «Жахливий трилер, який ставить більше питань, ніж дає відповідей». На Metacritic, який призначає рецензіям критиків середнє значення зі 100, The Mothman Prophecies отримали 52 бали на основі 32 рецензій. У 2003 році фільм отримав нагороду «Найкращий звуковий монтаж: музика в повнометражному фільмі» від Товариства звукових редакторів кінофільмів.
Роджер Еберт з Chicago Sun-Times дав йому дві зірки з чотирьох, назвавши його несфокусованим, але похвалив режисуру Марка Пеллінгтона, «чиє володіння камерою, темпом і загальним ефектом настільки хороші, що він заслуговує на кращий сценарій». Критик The New York Times Елвіс Мітчелл назвав його «тихим і гладким», але «трохи більшим, ніж адекватний фрагмент зимової депресії жанру». Стівен Хантер ' The Washington Post відкинув це, назвавши це «цілим шумом: це операторська робота на межі краху та дивна музика в пошуках композитора», і пожартував, що побачити це «це все одно, що бути пограбованим у провулку особливо жорстокою командою Актори методу». У Variety Роберт Келер стверджував, що він «відходить від своєї стійкої атмосфери в безглузді експозиційні обхідні шляхи». Для The Guardian Боб Рікард назвав це «розумним і творчим дослідженням слизького, схожого на мрію світу тих, хто підійшов надто близько».

### Каса
«Людина-метелик» стартував у прокаті США 25 січня 2002 року, заробивши 11 208 851 доларів за перші тижні, не увійшовши до п'ятірки найкасовіших фільмів. Зрештою він зібрав 35 746 370 доларів у США та 19 411 169 доларів на зовнішніх ринках, що склало 55 157 539 доларів у всьому світі.

## Перспективи
У жовтні 2023 року Пеллінгтон оголосив, що поточний серіал якраз розробляється; при цьому заявивши, що додаткові подробиці будуть розкриті пізніше.